# مايكل مورتون
مايكل مورتون (بالإنجليزية: Michael Morton)‏ (7 مارس 1989 براندبورغ في جنوب أفريقيا - ) هو لاعب كرة قدم جنوب أفريقي في مركز الدفاع. لعب مع أورلاندو بيراتس وبيدفيست ويتس وماريتزبرغ يونايتد ‏.

## وصلات خارجية
- مايكل مورتون على موقع قاعدة بيانات كرة القدم.إي يو (الإنجليزية)